# コパ・コーポレーション
株式会社コパ・コーポレーション（Copa Corporation Inc.）は、東京都渋谷区に本社を置き、各種商品の企画・販売や実演販売士事務所を手掛けている企業。東京証券取引所グロース市場上場。

## 概要
國學院大學在学中にアキハバラデパートなどで実演販売のアルバイトを行い、大学卒業後は日本シールの宣伝販売員として勤務していた吉村泰助が、1998年10月に独立した上で、有限会社コパ・コーポレーションとして設立。以降は各種商品の開発や、実演販売士のマネジメントなどを行っている。また、東京ソラマチに実店舗「デモカウ」を出店している。
所属している実演販売士の名前は、吉村の命名によるものである。

## 沿革
- 1998年10月 - 有限会社コパ・コーポレーションとして設立。
- 1999年11月 - 店頭販売を開始。
- 2003年
  - 5月 - インターネット通販を開始。
  - 11月 - テレビ通販における実演販売を開始。
- 2006年12月 - 株式会社へ改組。実演販売士育成スクールを運営する目的で、株式会社実演販売士協会を設立。
- 2015年1月 - 株式会社実演販売士協会を吸収合併。
- 2018年
  - 4月 - 直営店舗である「デモカウ」を東京ソラマチに出店。
  - 5月 - ECサイトである「デモカウ」を開始。
- 2020年6月 - 東京証券取引所マザーズ市場に上場[6]。

## 所属実演販売士
- キャプテン神作
- ジョイフル和田
- ソルジャー藤巻
- ジャック日田
- ジャンプ中澤
- キングダム中野
- ラショーモン亀山
- ブレーカー足立
- アクター小川
- マイク佐々木
- ラッピー橋本
- ボス水野
- ヒロコ
- みのりん中村
- ホメーテ渋谷
- ルーブル石川
- メルシーマッツ
- バーバラみどり
- パワフル小倉
- ちょうどいい中村
- ホップ駒谷
- 石川泰之
- デイジー佐藤
- GOLD榮倉
- トロビス米谷
- ヒッキーあいね
- みはるスマイリー

## テレビ番組
- 日経スペシャル カンブリア宮殿（テレビ東京）
  - 売れない時代にヒットを生む！実演販売プロ集団の全貌（2017年7月27日）[7]
  - クッションから包丁まで！1日2億円売る男 実演販売のプロ集団（2020年9月3日）[8]